# パンdeグータン
パンdeグータン（ぱん で ぐーたん）とは、テレビ神奈川（tvk）の子供番組『キッズ劇場 ピース』内で2013年7月6日から同年12月28日まで放送されたテレビアニメ。2014年1月7日から同年7月1日までと、2014年10月7日から2015年4月2日までは単独番組として再放送されていた。
2015年4月から同年6月までは『それゆけ!いるかてれび』（毎週土曜日午前8:45 - 9:00）に内包されていた（1週2話形式）。

## 概要
世界を旅しておいしいパンを食べ歩くことを思いついた黒いウサギのグータン。愛車で世界中を旅しながら、様々なパンに出会う。

## 登場人物
- グータン

職業はグラフィック・デザイナーで年齢は30歳。
- パティ

グータンの妹。第5話、第12話、第20話、第21話に登場。ニューヨークの大学に通いながらベーグル・ショップなどいろいろな所でアルバイトをしている。第20話ではフラメンコのダンサーとして登場。第21話では留学先のイタリアでグータンと再会する。
- ブレッド博士

名前のとおりパンのことに知識を持つ老人。エジプトで遺跡の発掘をしていたが、今はロンドンで隠居生活を営む。第8話、第9話に登場。
- トラックおじさん

ボルドーの農園で働くおじさん。グータンの愛車のタイヤがパンクしたところをトラックで通りかかり、修理した後、パンもご馳走してくれた。第10話に登場。
- イングマル

グータンの友人で、スウェーデンでグラフィック・デザイナーとして働いている。第11話に登場。
- ボム・クルーガー

ハリウッドの映画スター。グータンを映画の撮影に巻き込んだお詫びにロールパンをご馳走する。第13話に登場。
- パーカー

世界を股にかけて活躍するカメラマン。グータンと最初は対立していたが、次第に仲良くなっていく。第14話、第15話、第18話に登場。
- ミルフィ

グータンのかつての恋人。ノルマンディのパン屋で働いている。最終話に登場し、グータンと再会した。

## 放送日・サブタイトル
| 各話              | 放送日(tvk)    | サブタイトル                     | グータンが訪れた国と都市                                  | 取り上げたパン                                          |
| ----------------- | -------------- | -------------------------------- | --------------------------------------------------------- | ------------------------------------------------------- |
| 第1話             | 2013年7月6日   | パリジャンに恋して               | フランス・パリ                                            | フランスパン（バゲット（パリジャン））                  |
| 第2話             | 2013年7月13日  | グータン、ロマンチック街道をゆく | ドイツ・ロマンチック街道                                  | ライ麦パン                                              |
| 第3話             | 2013年7月20日  | ドイツもこいつもブレッツェル     | ドイツ・ベルリン                                          | ブレッツェル                                            |
| 第4話             | 2013年7月27日  | マーメイドとティータイム         | デンマーク・コペンハーゲン                                | デニッシュ・ペストリー                                  |
| 第5話             | 2013年8月3日   | ベーグルde再会                   | アメリカ・ニューヨーク                                    | ベーグル                                                |
| 第6話             | 2013年8月10日  | スコーンでアフタヌーンティ       | スコットランド・エジンバラ                                | スコーン                                                |
| 第7話             | 2013年8月17日  | マフィンと貴婦人                 | イギリス・サウザンプトン                                  | イングリッシュ・マフィン                                |
| 第8話             | 2013年8月24日  | パンの起源                       | イギリス・ロンドン                                        | サンドイッチ                                            |
| 第9話             | 2013年8月31日  | 老人とパン                       | イギリス・ストーンヘンジ                                  | 食パン                                                  |
| 第10話            | 2013年9月7日   | 田舎のパン                       | フランス・ボルドー                                        | パン・ド・カンパーニュ                                  |
| 第11話            | 2013年9月14日  | シナモンロールでフィーカ!        | スウェーデン・ストックホルム                              | シナモンロール                                          |
| 第12話            | 2013年9月21日  | ホットドッグでホームラン         | アメリカ・サンフランシスコ                                | ホットドッグ                                            |
| 第13話            | 2013年9月28日  | ハリウッドに巻き込まれ…          | アメリカ・ハリウッド                                      | ロールパン                                              |
| 第14話            | 2013年10月5日  | ポン･デ・ケージョでスマイル      | ブラジル・リオ・デ・ジャネイロ                            | ポン・デ・ケージョ                                      |
| 第15話            | 2013年10月12日 | トルティーヤでアミーゴ!          | メキシコ・テオティワカン                                  | トルティーヤ（タコス、ブリートなど）                    |
| 第16話            | 2013年10月19日 | マントウは万能?                  | 中国・万里の長城、上海                                    | 饅頭（マントウ）                                        |
| 第17話            | 2013年10月26日 | パンdeジャパン                   | 日本・東京（東京スカイツリー、浅草・雷門）、 横浜（元町） | あんパン、メロンパン、コルネ、 カレーパン、クリームパン |
| 第18話            | 2013年11月2日  | ピロシキでポカポカ               | ロシア・モスクワ                                          | ピロシキ                                                |
| 第19話            | 2013年11月9日  | ナンだか不思議                   | インド・ニューデリー                                      | ナン                                                    |
| 第20話            | 2013年11月16日 | 情熱のチュロス                   | スペイン・バルセロナ                                      | チュロス                                                |
| 第21話            | 2013年11月23日 | アミーゴ!フォカッチャ            | イタリア・ローマ                                          | フォカッチャ                                            |
| 第22話            | 2013年11月30日 | パニーニに想い出をはさんで       | イタリア・ミラノ                                          | パニーニ                                                |
| 第23話            | 2013年12月7日  | ワッフルの甘い誘惑               | ベルギー・ブリュッセル                                    | ワッフル                                                |
| 第24話            | 2013年12月14日 | 夜空に浮かぶクロワッサン         | オーストリア・ウイーン                                    | クロワッサン                                            |
| 第25話            | 2013年12月21日 | クリスマスにはシュトレン         | ドイツ・ドレスデン                                        | シュトレン                                              |
| 第26話 （最終回） | 2013年12月28日 | 想い出のブリオッシュ             | フランス・ノルマンディ                                    | ブリオッシュ                                            |

## 放送局

### 本放送
- 本放送の放送局は、『キッズ劇場 ピース』の当該項目を参照

### 再放送
| 放送地域 | 放送局                     | 放送系列 | 放送期間                                                   | 放送日時                 | 備考                     |
| -------- | -------------------------- | -------- | ---------------------------------------------------------- | ------------------------ | ------------------------ |
| 神奈川県 | テレビ神奈川（tvk） 制作局 | JAITS    | 2014年1月7日 - 2014年7月1日 2014年10月7日 - 2014年12月30日 | 火曜 22時55分 - 23時00分 |                          |
| 神奈川県 | テレビ神奈川（tvk） 制作局 | JAITS    | 2015年1月8日 - 2015年4月2日                                | 木曜 23時25分 - 23時30分 |                          |
| 兵庫県   | サンテレビ                 | JAITS    | 2014年4月5日 - 2014年9月27日                               | 土曜 11時54分 - 11時57分 | 88日遅れ                 |
| 石川県   | 石川テレビ                 | FNS      | 2013年10月8日 - 2014年5月20日                              | 火曜 21時54分 - 22時00分 | 本放送より94日-143日遅れ |

## キャスト/スタッフ
- ナレーション:山崎直樹
- プロデューサー:福原直樹、岩崎拓矢
- 演出:山口直純
- 脚本:大住真梨子、岸野聡子
- 音楽:nico
- 制作:tvk、ILCA
- 協力:ポンパドウル、VENT DE LUDO
- 企画･制作:パンdeグータンの会